# Tiest van Gestel
Jan Baptist Jozef van Gestel, detto Tiest (Goirle, 29 marzo 1881 – Goirle, 9 febbraio 1969), è stato un arciere olandese.

## Palmarès

### Olimpiadi
- 1 medaglia:
  - 1 oro (Anversa 1920 nel Target Archery 28 metri a squadre)